# Punch (журнал)
«Punch» (с англ. — «Панч») — британский еженедельный журнал сатиры и юмора, издававшийся с 1841 по 1992 год и с 1996 по 2002 год.

## История
«Панч» был основан 17 июля 1841 года Генри Мэйхью (англ. Henry Mayhew) и гравёром Эбенезером Ланделлсом (англ. Ebenezer Landells). Его первыми редакторами были Мэйхью и Марк Лемон (англ. Mark Lemon). Первоначально новый еженедельник назывался «Лондонский Le Charivari», что указывало на намерение издателей ориентироваться на известную французскую иллюстрированную газету «Le Charivari». Вскоре редакторы с тем, чтобы отразить его сатирическую и юмористическую направленность, приняли решение поменять название на имя сатирического кукольного персонажа Панча.
С 1880 по 1906 год редактировал журнал Фрэнсис Коули Бернанд.
С журналом «Панч» регулярно сотрудничали художники Майлз Фостер, Джон Тенниел и Этель Рид. Эта группа стала известна как «Братство Панча». В журнале часто печатался Чарльз Диккенс, именно в «Панче» был впервые опубликован роман Теккерея «Ярмарка тщеславия». Также с «Панчем» сотрудничали писатели Алан Милн и Дж. К. Джером и карикатурист Лесли Гилберт Иллингворт. 

## Попытка возрождения
В начале 1996 года египетский миллионер Мохаммед аль-Файед выкупил права на бренд «Панч» и попытался возобновить публикацию издания. Журнал был призван оппонировать популярному «Private Eye», где публиковалось немало критических статей об Аль-Файеде. Данный проект так и не стал прибыльным; в конце мая 2002 года было объявлено, что «Панч» будет закрыт. Своему владельцу еженедельник принёс убыток в размере 16 миллионов фунтов стерлингов за шесть лет издания, а число его подписчиков не превысило шести тысяч. Новый «Панч» имел мало общего со старым, он был не столь едок, а на обложке вместо традиционно шута с перчаткой была изображена боксёрская перчатка, которая заставила остряков переосмыслить его название как «удар в глаз» (англ. punch — «удар кулаком»).